# Chambord (Loir-et-Cher)
Chambord – miejscowość i gmina we Francji, w Regionie Centralnym, w departamencie Loir-et-Cher.
Według danych na rok 1990 gminę zamieszkiwało 200 osób, a gęstość zaludnienia wynosiła 4 osoby/km² (wśród 1842 gmin Regionu Centralnego Chambord plasuje się na 939. miejscu pod względem liczby ludności, natomiast pod względem powierzchni na miejscu 81.).